# コンウォール・リー
コンウォール・リー（Mary Helena Cornwall Legh、1857年5月20日-1941年12月18日）は、英国女性。宣教師の道を歩み1907年来日。東京を中心に8年間伝道活動に従事し、1915年草津を視察、以降、多くの施設を立ち上げ、ハンセン病患者のために患者のための生活・教育・医療に力を注いだ。

## 名前表記
Mary Helena Cornwall Leghは本人のサインが表紙にある、写真集『コンウォール・リー女史物語』による。しかし医史学者が編集した 『医学近代化と来日外国人』によるとCornwall-Leigh, Mary Helenaとある。英国では、このスペリングが一般的であるが、英国本家のHPその他の文献によってもLeghであることが確認できる。

## 英国時代
- 生地は英国のカンタベリーであり、父親は陸軍中佐、本家は男爵の家柄であった。一族専用の礼拝堂、司祭を有していた。父はインドに派遣され1859年病死。母から教育を受けたが、独学もした。10代で牧師ウイルキンソンにより感化されハンセン病者に奉仕しようと決心した。10-20代にロイヤル・カレッジ・オブ・アート(現在のRoyal College of Artの前身）で水彩画を学んでいる。
  - これは1863年に設立されたNational Art Training School という。当時、人々はこの学校を「サウス・ケンジントンの学校」と呼んだ。創立当時はGovernment School of Designといった[4]。
- 1886年セント・アンドルーズ大学でLLA（Lady Literate in Art）という称号を得た。30,017名が受験し、5,117名が合格している。母と共に欧州に旅行などを行った。37歳の時に最初の文学作品を発表。来日まで14の作品を書き女流文学者としても認められていた[5]。1907年母死亡の後、英国ですべき仕事を終えて来日する。

## 1907-1915
リーは英国教会（英国聖公会）の福音宣布教会（SPG）が派遣する宣教師として来日。東京・神奈川・千葉で8年間の伝道活動に従事した。しかし彼女の心は満たされず、どこか違うと感じていた。草津の光塩会の宿澤薫の要請を受けて1915年に草津を視察し、湯の沢の状況を十分把握した上で翌年に草津に草津聖バルナバ教会を設立した。教会の信徒は増え、500名を数えるに至った。

## 草津と湯の沢部落
草津には千年以上前から湯治の人が訪れたが、明治2年（1869年）の大火以来ハンセン病患者が増えてきた。東京大学内科エルヴィン・フォン・ベルツ教授が温泉の効果を宣伝したこともある。1887年以来ハンセン病の人々は草津の湯之沢に移住させられた。ここでは病者の自治と権利が認められた。神山復生病院第3代院長ベルトランは1897年視察し、病院を作ろうとしたが妨害に会った。
ハンナ・リデルは1913年米原司祭を派遣し、キリスト教に関心がある人々が光塩会（こうえんかい）を設立した。これはバルナバ教会の前身である。
光塩会の中心的働きをした宿澤薫は当時牛込聖バルナバ（St. Barnaba）教会にいたリーを知った。宿澤はリーを訪ね、草津を訪れることを請願した。これに応えてリーは1915年に草津を視察し、草津湯の沢で奉仕することを決心した。らしい。

## 聖バルナバ・ミッション諸施設の設置
聖バルナバ・ミッションは次の働きをした。ミッションの費用は当初リーが負担したが、やがて、米国や英国からの寄付に依存していった。
- 1　教会活動
- 2　病者が生活する 聖バルナバホームの事業
- 3　教育事業
- 4　医療事業としての聖バルナバ病院

### 施設の歴史
- 教会 草津聖バルバナ教会 1916-
- 幼稚園 聖愛幼稚園 1916-1941
- 女子ホーム 愛の家庭 1916-1920
- 幼稚園 愛隣幼稚園 1917-双葉幼稚園へ
- 準ホーム 聖オーガスチンの家 1917-
- 男子ホーム 同情の家庭 1918-1919
- 男子ホーム 睦の家庭 1919-1919
- 男子ホーム 霜間聖ステパノ館 1919-1919
- 女子ホーム 聖マリア館 1920-1941
- 男子ホーム 聖ピリポ館 1921-1941
- 夫婦ホーム 聖ルセ館 1922-
- 準ホーム 聖モニカの家 1923-1941
- 準ホーム 聖アンの家 1924-1941
- 健康女児ホーム 聖マーガレット館 1924
  - 成田稔は未感染児童の保育事業の最初と述べている。ただし産児に関しては1931年の長島愛生園が先[6]。
- 児童教育 教会付属望夜学校 1925 聖バルナバ望小学校へ
- 男子結核ホーム 聖ジャイルス館 1925-1931
- 準ホーム 聖パウロの家 1925-1941
- 男子感染症ホーム 聖ヒューベルト館 1926
- 幼稚園 双葉幼稚園 1927- 聖バルナバ幼稚園へ
- 準ホーム 聖ルカの家 1927-1940
- 女子ホーム 聖ヘレナ館 1927-1941
- 男子ホーム 草津聖ステパノ館 1927-1941
- 児童教育 聖バルナバ望小学校 1928- 聖望小学校へ
- 男子ホーム 聖フランシス館 1928-1931
- 幼稚園 聖バルナバ幼稚園 1928
- リー女史住居 後男子ホーム 聖エドモンド館 1928-1941
- ホーム外、後男子ホーム 聖ジュリア館 1928-1941
- 女子ホーム 聖エリザベツ館 1930-1941
- 健康男児ホーム 聖テモテ館 1930
- 児童教育 聖望小学校 1930-1941
- 夫婦ホーム 聖リベカ館（後聖ヤコブ館）1930-
  - その他の施設もある。

## 聖バルナバ医院
- リーは「愛の家庭」の舎監に看護婦三上千代を招聘した。千代はリーに診療所を作ることを進言。1916年「慰めの家」という診療所を建てた。医師は服部ケサである。両者とも熱心なクリスチャンではあったが、宗派の違いで二人は聖バルナバ医院を辞し「鈴蘭医院」を開院した。しかし開院23日後に服部ケサは逝去した。
- リーは聖バルナバ医院の後任をさがした。1924年に佐藤貞雄、1927年に中村時太郎を招聘したが、十分な設備がなかった。1929年、藤倉電線の社長松本留吉は医院の新築整備の費用、医師の報酬などを寄付した。第4代の鶴田一郎医師が着任した。なお、貞明皇后からや公的な援助も歴史の中にはあった。
- 医院の規模は昭和6年（1931年）で収容定員300名とある。個人経営で、昭和5年（1930年）の実績は397名（延数を365で割った数）。患者待遇：食費一人一日16銭5厘、治療費5銭7厘[7]。しかし日本らい史には、収容者数は最盛期には200人を超えたとある[8]。なお秘群衛第十九号（秘密群馬衛生）という文書によると昭和16年（1941年）に聖バルナバ医院においては患者収容ホーム5か所を有し、本年3月現在73名の患者を収容しつつとある[9]。
  - これらの人数の差は、用途の目的により異なるからである。最初の場合バルナバ・ミッションの医療部門の統計をバルナバ医院として届けた。私立療養所では最大という記載もある。

## リーのハンセン病に関する考え
- リーはハンセン病を撲滅する最も有効な方法は隔離であると述べている。1923年にミッション年次報告書で、有効なハンセン病対策に就いて述べた。「はい、隔離です。昨年フランスで開かれた国際らい学会で到達した決定がそれです。それ以外の対策はどれも疑わしいです」。彼女は病者の結婚を望ましくないと思っていたが、それを押し付けることはなかった。「若い男女が一人でも私たちのホームに入り、それによってほぼ不可避な結婚という選択肢を避けるならば、将来の世代にとってどれほど大きな悲惨を防止できるか、計り知れないからです」[10]。
- 生年がそう違わないハンナ・リデルも結婚に関しては同じような考えであるが、中村茂は、リデルはハンセン病遺伝説で反対していると述べている[11]。

## その後、晩年と逝去と聖バルナバ・ミッションの終焉
無らい県運動が強まり、栗生楽泉園が開所された。湯の沢集落を移転、消滅するのは政府の意向で、熊本の本妙寺事件のような実力行使はなかったが、反対する住民に特別高等警察が来て、脅迫したという。
- 1930年、草津聖バルナバ教会の信徒数569名。
- 1932年12月、湯の沢集落吸収の目的で、栗生楽泉園の一部が開所。病者の収容を開始。
- 1933年、リーは喜寿を迎えた。健康を害し一時帰国した。
- 1935年、一時湯の沢に戻ったが1936年兵庫県明石市に移り住んだ。ミッションの運営はメアリ・マギルに委ねられた。
- 1939年 勲六等瑞宝章受章。
- 1940年11月、医院理事会は解散を決議。
- 1941年4月13日、聖バルナバ・ミッションの解散式がおこなわれた。一切をらい予防協会に寄付。患者は栗生楽泉園に収容されることになった。
- 1941年12月18日、明石にて逝去。
- 1942年5月26日、納骨式。聖バルナバ教会の納骨堂に安置される。
- 1942年12月、湯の沢部落消滅。
- 1943年草津町、寄贈された「リー女史の山」を「頌徳公園」として開園。

## コンウォール・リーへの称賛と顕彰
- ハンナ・リデルに関しては、その行動などが日本に及ぼした影響が多く称賛も受けているが、荒井英子はリーを称賛した[13]。
- 「聖バルナバ・ミッション」と福祉を見事に結合させてハンセン病患者のために活動を開始した。その事業はなにより患者の人格を重んじ、人権を尊ぶ姿勢で貫かれていることに特徴がある。また地元の人々の利害を配慮しそれと共存する形で、男子ホーム、婦人ホーム、夫婦ホームなどの各ホームや、幼稚園、小学校、医院等が順次できあがっていった。リーはリデルと違って自分の理想を優先させることはなかった。
- 1928年 藍綬褒章を受ける
- 1939年 勲六等瑞宝章を綬勲。
- 1943年 リー女史記念碑除幕。
- 2002年 コンウォール・リー女史顕彰会発足（代表：荻原利彦）。

## 文献
- 中村茂監修『写真集・コンウォール・リー女史物語 』 コンウォール・リー女史顕彰会　2007.
- 荒井英子『ハンセン病とキリスト教』 岩波書店 1996
- 『湯の沢部落60年史稿 』 霜崎清 井上謙 レプラ 12巻6号 1941（近代庶民生活誌 20　病気・衛生 に66ページにわたって収録してある）
- 中村茂『草津「喜びの谷」物語　コンウォール・リーとハンセン病』教文館　2007. ISBN 978-4-7642-6905-7 C0016 Y1800E.
- 三上千代